# Pure Acoustic 2018
『Pure Acoustic 2018』（ピュア・アコースティック 2018）は、2018年9月19日に発売された大貫妙子のライブ・アルバム。BETTER DAYS / 日本コロムビアよりCDとLPの2形態で発売された。

## 背景
コピー：待ち望まれていた弦のカルテットによるPure Acoustic再び！
ジャケット及びCDの背の部分には、コンサートが開催された日を表すサブタイトル「″Live″ on March 24.」と記載されている。
大貫のミュージシャンとしての活動の中で最も重要なものとして挙げられる「Pure Acoustic」は、1987年9月にそれまでクラシック音楽専用のコンサート会場として使用されていたサントリーホールにて、ポップス系のアーティストとして初めて開催されたコンサートであった。それ以来、同コンサートは23年間に亘り継続的に行われたが、主要メンバーの一人であるヴァイオリニストの金子飛鳥が渡米したことから、2009年の公演を最後にその活動は途絶えており、2013年に鎌倉市で一度きりの公演が開催されたのみであった。その後、2015年に金子飛鳥が帰国したことから大貫は今回のコンサートの計画を進めていたといい、本作は、鎌倉市での公演からおよそ5年ぶりとなる2018年3月24日に東京都の新宿文化センターで開催された「Pure Acoustic」の模様を収録したものである。大貫自身は初めからライヴ・アルバムを作るつもりではなかったが、ストリングスを担当するメンバーの演奏も、ピアノ担当のフェビアン・レザ・パネの演奏も以前より確実に良くなっていることを実感し、形として残そうということになったと話している。
当日披露された「HYMNS」、「若き日の望楼」、「Tango」、「空へ」、「Cavaliere Servente」、「光のカーニバル」、「星の奇跡」、「地下鉄のザジ」は未収録となっている。

## 収録曲

### CD
- 特記のない限り、作詞・作曲：大貫妙子

1. カイエ（2:29）
  - instrumental
2. 雨の夜明け（5:41）
3. 彼と彼女のソネット（4:36）
作詞：MUSUMARRA ROMANO, WARGNIER REGIS MARIE HUBERT
訳詞：大貫妙子
作曲：LEVY CATHERINE MYRIAM
4. 新しいシャツ（3:47）
5. 黒のクレール（6:48）
6. アヴァンチュリエール（5:46）
7. 横顔（3:08）
8. La mer, le ciel（4:06）
9. Siena（4:29）
10. 突然の贈りもの（5:04）
11. メトロポリタン美術館（2:48）

### LP

#### Side A
1. カイエ
2. 雨の夜明け
3. 彼と彼女のソネット
4. 新しいシャツ
5. 黒のクレール

#### Side B
1. アヴァンチュリエール
2. 横顔
3. La mer, le ciel
4. Siena
5. 突然の贈りもの
6. メトロポリタン美術館

## 参加ミュージシャン
- ヴォーカル：大貫妙子
- アコースティックピアノ：フェビアン・レザ・パネ
- アコースティックベース：吉野弘志[4]
- ヴァイオリン：金子飛鳥
- ヴァイオリン：相磯優子[5]
- ヴィオラ：志賀恵子[6]
- チェロ：西谷牧人[7]